# Sonceboz-Sombeval

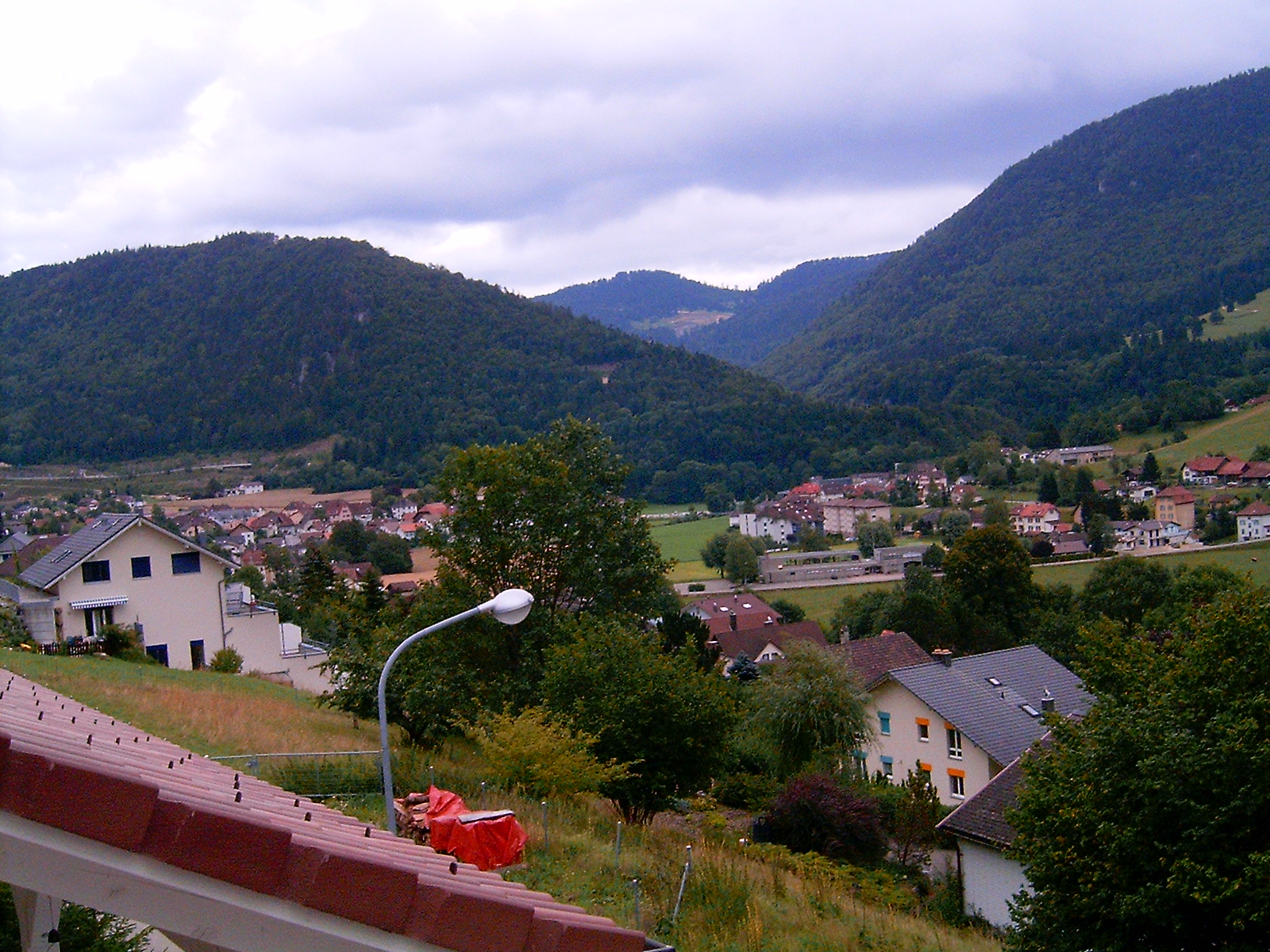
Sonceboz-Sombeval (2004)

Sonceboz-Sombeval là một đô thị trong huyện Jura bernois, bang Valais, Thụy Sĩ. Đô thị này có diện tích 15,03 km2, dân số thời điểm tháng 12 năm 2009 là người.